# クワンザ
クワンザ (kwanza, 複: kwanzas) は、1977年以降アンゴラで使用されている通貨である。略号はKz。
ISO 4217 コードはデノミごとに変更されており、現行の1999年以降はAOA。
1999年以降の補助通貨単位はセンティモ (cêntimo, 複: cêntimo) で、1クワンザ = 100センティモ 。

## デノミの歴史
1977年以降流通したクワンザには以下の4種類がある。 
| 導入          | 廃止           | ISO 4217 | 通貨単位       | 原語              | 補助単位         | 原語（複数） | 交換比率                 |
| ------------- | -------------- | -------- | -------------- | ----------------- | ---------------- | ------------ | ------------------------ |
| 1977年1月8日  | 1990年9月24日  | AOK      | クワンザ       | kwanza            | = 100 ルェイ     | lwei(s)      | = 1 アンゴラ・エスクード |
| 1990年9月25日 | 1995年6月30日  | AON      | ノボ・クワンザ | novo kwanza       | なし             |              | = 1 クワンザ             |
| 1995年7月1日  | 1999年11月30日 | AOR      | 再調整クワンザ | kwanza reajustado | なし             |              | = 1000 ノボ・クワンザ    |
| 1999年12月1日 | （現行）       | AOA      | クワンザ       | kwanza            | = 100 センティモ | cêntimo(s)   | = 100万再調整クワンザ    |

## 現クワンザ（AOA, 1999年）
1999年、単に「クワンザ」という通貨が再び導入された。100万再調整クワンザを1クワンザとするレートに更改。最初のクワンザと違い、1クワンザは100センティモとなっている。この通貨導入で新硬貨が再び発行された。当初は高インフレにあえいだが、現在は比較的安定している。

### 硬貨
50センティモ、1クワンザ、5クワンザ、10クワンザ、20クワンザ、50クワンザ、100クワンザの硬貨が発行されている。50センティモは白銅メッキ製、1クワンザは銅メッキ、5クワンザと10クワンザはニッケル真鍮と白銅のバイメタル、50クワンザは白銅製、100クワンザは真鍮製。2012年から新硬貨が発行された。

### 紙幣
紙幣は色を除くとほぼ同種のデザインである。アンゴラ国立銀行は2013年3月に50、100、200、500クワンザ新紙幣を発行した。1,000、2,000、5,000クワンザ新紙幣は2012年5月に発行された。

## 交換率の歴史
1USドルとの交換レート
| 年            | 通貨           | レート                                 |
| ------------- | -------------- | -------------------------------------- |
| 1994          | ノボ・クワンザ | 34,200 - 850,000                       |
| 1995 1 - 6月  | ノボ・クワンザ | 1,000,000 - 2,100,000                  |
| 1995 7月1日   |                | 1000 ノボ・クワンザ → 1 再調整クワンザ |
| 1995 7 - 12月 | 再調整クワンザ | 2,100 - 13,000                         |
| 1996          | 再調整クワンザ | 13,000 - 210,000 - 194,000             |
| 1997          | 再調整クワンザ | 194,000 - 253,300                      |
| 1998          | 再調整クワンザ | 253,300 - 594,000                      |
| 1999          | 再調整クワンザ | 594,000 - 5,400,000                    |
| 1999 12月1日  |                | 1,000,000 再調整クワンザ → 1 クワンザ  |
| 2000          | クワンザ       | 5.4 - 16.3                             |
| 2001          | クワンザ       | 16.3 - 31.12                           |
| 2002          | クワンザ       | 31.12 - 57.47                          |
| 2003          | クワンザ       | 57.47 - 86.88 - 78.61                  |
| 2004          | クワンザ       | 78.61 - 85.90                          |
| 2005          | クワンザ       | 85.90 - 88.97 - 80.58                  |
| 2006          | クワンザ       | 80.58 - 89.01 - 80.57                  |
| 2007          | クワンザ       | 80.57 - 74.78 - 75.16                  |
| 2008          | クワンザ       | 75.16 -                                |